# عدوى شديدة عقب استئصال الطحال
العدوى الشديدة عقب استئصال الطحال (أوه بّي إس آي) هي عدوى نادرة ولكنها قاتلة، تحدث لدى الأفراد بعد إزالة الطحال (أو وجود خلل دائم فيه). تتظاهر العدوى عادةً إما بالتهاب السحايا أو إنتان الدم، وتحدث بسبب البكتيريا الممحفظة بما في ذلك المكورات الرئوية. تعد حالة طبية طارئة وتتطلب علاجًا فوريًا. أُبلغ عن حدوث الوفاة في غضون 12 ساعة.
يعد الطحال ضروريًا للحماية من البكتيريا الممحفظة، ولذلك، عند استئصاله، قد تحدث عدوى سريعة وشديدة بواسطة هذه البكتيريا. يعد التطور السريع من الأعراض الفيروسية الخفيفة إلى إنتان الدم أحد الأمور التي تجعل أوه بّي إس آي خطيرًا بشكل خاص.
يوجد مصدر آخر للعدوى يتمثل بأنواع من البابسيا، وهي طفيليات منقولة بالقراد تسبب داء البابسيات. يمكن أن تحدث هذه الحالة أيضًا بسبب عدوى سخامية عضة الكلب التالية لعضات الكلاب. 

## العلامات والأعراض
قد يتظاهر أوه بّي إس آي بدايةً بأعراض فيروسية خفيفة مثل الحمى أو السعال، ولكن في وقت لاحق من العدوى، قد تشمل الأعراض الارتعاش والارتعادات والنفضات والإسهال والإقياء والتوعك والألم العضلي والصداع وآلام البطن. 
يتطور المرض بسرعة من الأعراض المذكورة أعلاه إلى الغيبوبة إلى الصدمة الإنتانية المقاومة للحرارة والوفاة أخيرًا في أقل من 24 ساعة.

## الآلية
يحتوي الطحال على العديد من الخلايا البلعمية الكبيرة (جزء من الجملة الشبكية البطانية)، وهي خلايا مناعية تتمثل وظيفتها ببلعمة (أكل) البكتيريا والقضاء عليها. بشكل خاص، يتم تنشيط هذه الخلايا البلعمية الكبيرة عندما ترتبط البكتيريا بأضداد الغلوبيولين المناعي ج (آي جي جي 1 أو آي جي جي 3) أو مكون المتمم 3 (سي 3 بي). هذه الأنواع من الأجسام المضادة بالإضافة إلى مكون المتمم هي مواد مناعية تسمى الأبسونين، وهي جزيئات ترتبط بسطح البكتيريا لتسهيل عملية البلعمة.
عندما يختفي الطحال (انعدام الطحال)، يبقى آي جي جي وسي 3 بي مرتبطين بالبكتيريا، لكن، لا يمكن إزالتهما من الدورة الدموية بسبب فقدان الخلايا البلعمية الكبيرة الطحالية، فتصبح البكتيريا حرة في إحداث العدوى.
غالبًا ما يحتاج المرضى الذين ليس لديهم طحال إلى تمنيع ضد العوامل الممرضة التي تتطلب عادةً وجود الأبسونين والبلعمة بواسطة الخلايا البلعمية الكبيرة في الطحال. تشمل مسببات الأمراض هذه البكتيريا الممحفظة البشرية الشائعة (المكورات الرئوية والسالمونيلا التيفية والنيسرية السحائية والإشريكية القولونية والمستدمية النزلية والعقدية القاطعة للدر والكلبسيلة الرئوية والزائفة الزنجارية). تسمح المحافظ المصنوعة من متعدد السكاريد (السكريات) للبكتيريا بالتهرب من البلعمة عن طريق الخلايا البلعمية الكبيرة، إذ يتم التعرف على البروتينات فقط بواسطة الخلايا البلعمية الكبيرة. لذلك، تعد المناعة الخلطية المتمثلة بآي جي جي وبروتينات المتممة استجابة جهاز المناعة البشري ضد المحافظ البكتيرية.

## المآل
دائمًا ما يكون أوه بّي إس آي مميتًا بدون علاج، ولكن العلاج الحديث قلل معدل الوفيات إلى نحو 40-70%. يُعالج الأفراد الذين يعانون من أوه بّي إس آي بالمضادات الحيوية والرعاية الداعمة.

## علم الأوبئة
تتراوح مخاطر أوه بّي إس آي بين 0.23-0.42% سنويًا، مع وجود خطر على مدى الحياة بنسبة 5%. تحدث معظم حالات العدوى في السنوات القليلة الأولى بعد استئصال الطحال، ولكن خطر الإصابة بأوه بّي إس آي يستمر مدى الحياة. 
يكون الخطر أكبر بالنسبة للأطفال وكبار السن (70 عامًا فأكثر)، ولكنه يحدث في أي عمر. تكون المخاطر أكبر عند استئصال الطحال التالي لأمراض الدم مثل داء الخلايا المنجلية والتلاسيميا والأورام عند مقارنتها باستئصال الطحال بعد حدوث تمزق فيه.